# Kościół Wszystkich Świętych w Chorzelowie
Kościół Wszystkich Świętych i Sanktuarium Matki Bożej Królowej Rodzin – rzymskokatolicka świątynia parafialna we wsi Chorzelów. 

## Historia
Parafia powstała prawdopodobnie w XIII wieku. Pierwsza wzmianka o świątyni pochodzi z 1326. W 1526 biskup Piotr Tomicki zlikwidował parafię, a kościół stał się filią parafii w Mielcu. Przed rokiem 1566 wzniesiono nową drewnianą świątynię (według innych źródeł ta powstała w 1637). 20 sierpnia 1637 biskup krakowski Tomasz Oborski konsekrował ołtarz główny. Był to niewielki, drewniany kościół, z wieżą i prezbiterium. Wieżę dobudowano w XVII wieku i również była drewniana. Całość była kryta dachem gontowym, na którym była sygnaturka. W 1792 roku był restaurowany kilka razy i był nazywany „starodawnym”. Posiadał ołtarz główny z okresu budowy. Ołtarze boczne pochodziły zaś z XVII wieku. Była też chrzcielnica z I połowy XIX wieku. W 1854 z parafii w Mielcu wydzielono parafię Wszystkich Świętych w Chorzelowie. 7 lipca 1881 w kościele odbył się chrzest Władysława Sikorskiego, późniejszego generała i premiera. W 1900 roku budynek zaczął podupadać, zaś w 1901 roku spłonęły dachy, które odbudowano. W latach 1906–1907 powstał nowy kościół. Wyposażenie ze starego zostało przeniesione do nowego, po czym stary rozebrano w 1908 roku.
Nowy kościół wzniesiono z fundacji rodziny Tarnowskich. Kościół został zaprojektowany przez lwowskiego architekta Teodora Talowskiego. Świątynię konsekrował 19 maja 1908 roku biskup tarnowski Leon Wałęga.

## Architektura i wyposażenie
Świątynia jest neogotycką, trójnawową pseudobazyliką. Z zachodu do bryły kościoła asymetrycznie dostawiona jest wieża. Dach kościoła jest okryty miedzianą blachą, na skrzyżowaniu naw znajduje się sygnaturka. Empora jest wsparta na dwóch neoromańskich kolumnach.

### Dzwony
Na wieży nowego kościoła zawieszono 3 nowe dzwony odlane w 1969 r. w ludwisarni Felczyńskich w Przemyślu. Największy z nich waży 825 kg, otrzymał imię „Chrystus Król” na pamiątkę obchodzonego w 1966 r. 1000-lecia chrztu Polski. Średni ważący 444 kg otrzymał imię „Maria” na pamiątkę peregrynacji obrazu Matki Boskiej Częstochowskiej. Najmniejszy z nich waży 273 kg i nosi imię „Św. Józefa” na pamiątkę, że ten święty był patronem Soboru Watykańskiego II. Konsekracji tych dzwonów dokonał bp Piotr Bednarczyk 9 listopada 1969 roku. Dzwony używane są na co dzień, aby oznajmić godzinę modlitwy Anioł Pański, dzwonią również przy procesjach i uroczystościach okolicznościowych.

### Obraz Matki Bożej Królowej Rodzin
W ołtarzu głównym przechowywany jest obraz Matki Bożej Królowej Rodzin, uznawany za cudowny. Namalowany techniką olejną na płótnie o wymiarach 88 x 66 cm. Na obrazie przedstawiona jest Maryja trzymająca dzieciątko Jezus. Maryja ma założoną czerwoną suknię oraz niebieski płaszcz, Jezus jest okryty białą chustą. W tle znajduje się Józef z Nazaretu, przedstawiony jako starzec z brodą, okryty brązowym płaszczem. Po jego lewej stronie znajduje się rzeka, przy której brzegu rośnie drzewo oraz wznosi się zabudowa posiadłości, prawdopodobnie jest to jeden z majątków rodziny Tarnowskich. Przed Marią znajduje się zielonkawy stół, po którym chodzą 3 ptaki. Jeden z nich wyjada winogrona z talerza. Na meblu znajduje się napis:

Dzikim Ptakom i Zwierzom Bóg pokarmy daje
Dla dzikich sie grzeszników Sam pokarmem staje
Tak Świętego Bankietu w Dzikowskim obrazie
Józef pilnuje z Panną niepodległą skazie.

### Organy
Organy zostały wybudowane w 1960 roku przez firmę Wacława Biernackiego z Krakowa. W roku 2005 przeszły remont wykonany przez zakład organowy Mirosława Jakubowskiego z Włocławka. Jakubowski remontował organy powtórnie w 2013 roku. Dobudowano wtedy Tremolo.  
Dyspozycja instrumentu: 
| Manuał I        | Manuał II          | Pedał           |
| --------------- | ------------------ | --------------- |
| 1. Pryncypał 8' | 1. Prync. flet. 8' | 1. Subbas 16'   |
| 2. Holflet 8'   | 2. Szpicflet 8'    | 2. Violon 16'   |
| 3. Aeolina 8'   | 3. Salicet 8'      | 3. Oktawbas 8'  |
| 4. Gedact 8'    | 4. Vox coel. 8'    | 4. Fletbas 8'   |
| 5. Oktawa 4'    | 5. Burdon 8'       | 5. Chorałbas 4' |
| 6. Rurflet 4'   | 6. Prestant 4'     | 6. Mixtura 3x   |
| 7. Oktawa 2'    | 7. Bachflet 4'     | 7. Puzon 16'    |
| 8. Mikstura 4x  | 8. Nasard 2 2/3'   |                 |
| 9. Trąbka 8'    | 9. Picolo 2'       |                 |
|                 | 10. Tercja 1 3/5'  |                 |

## Galeria

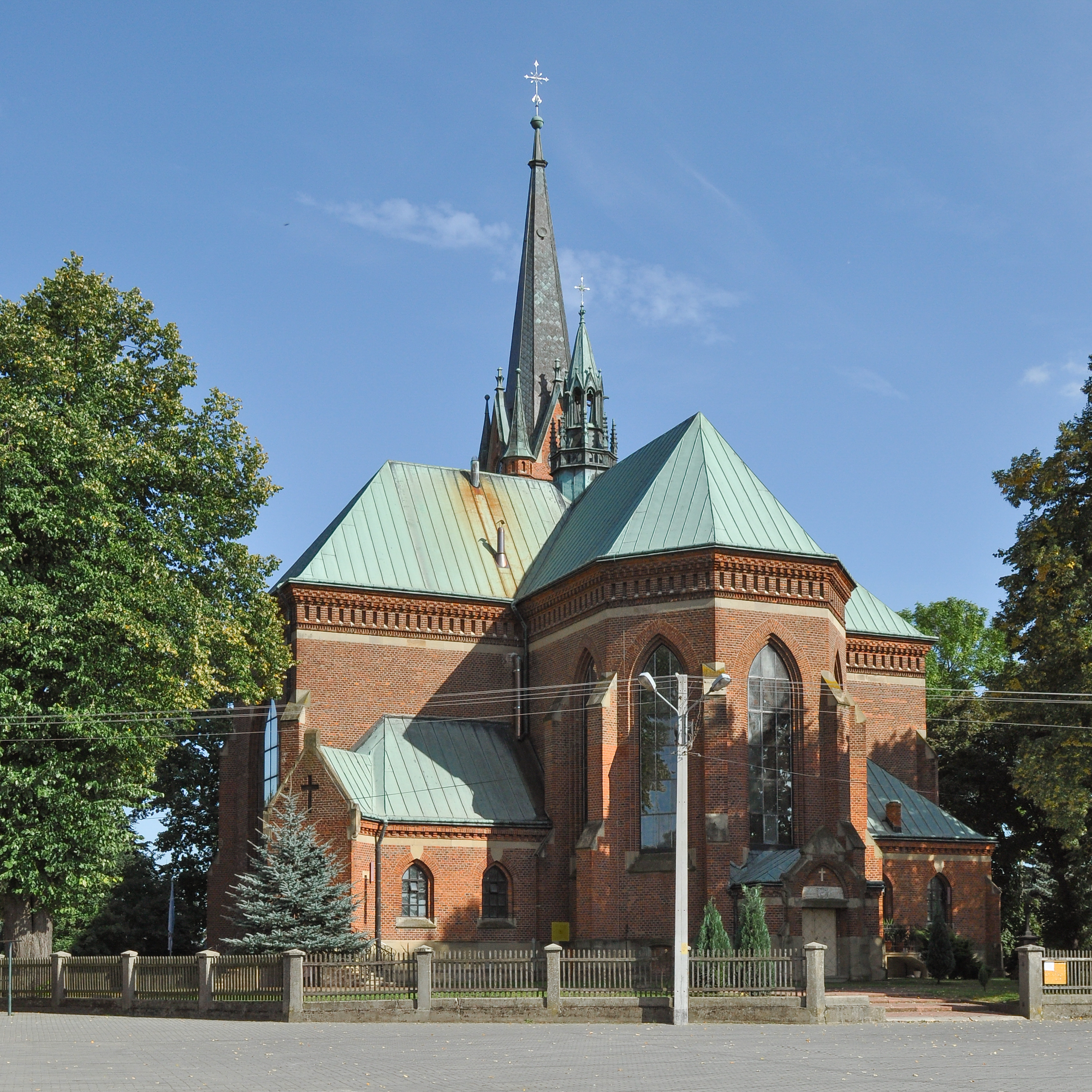
Widok od strony prezbiterium
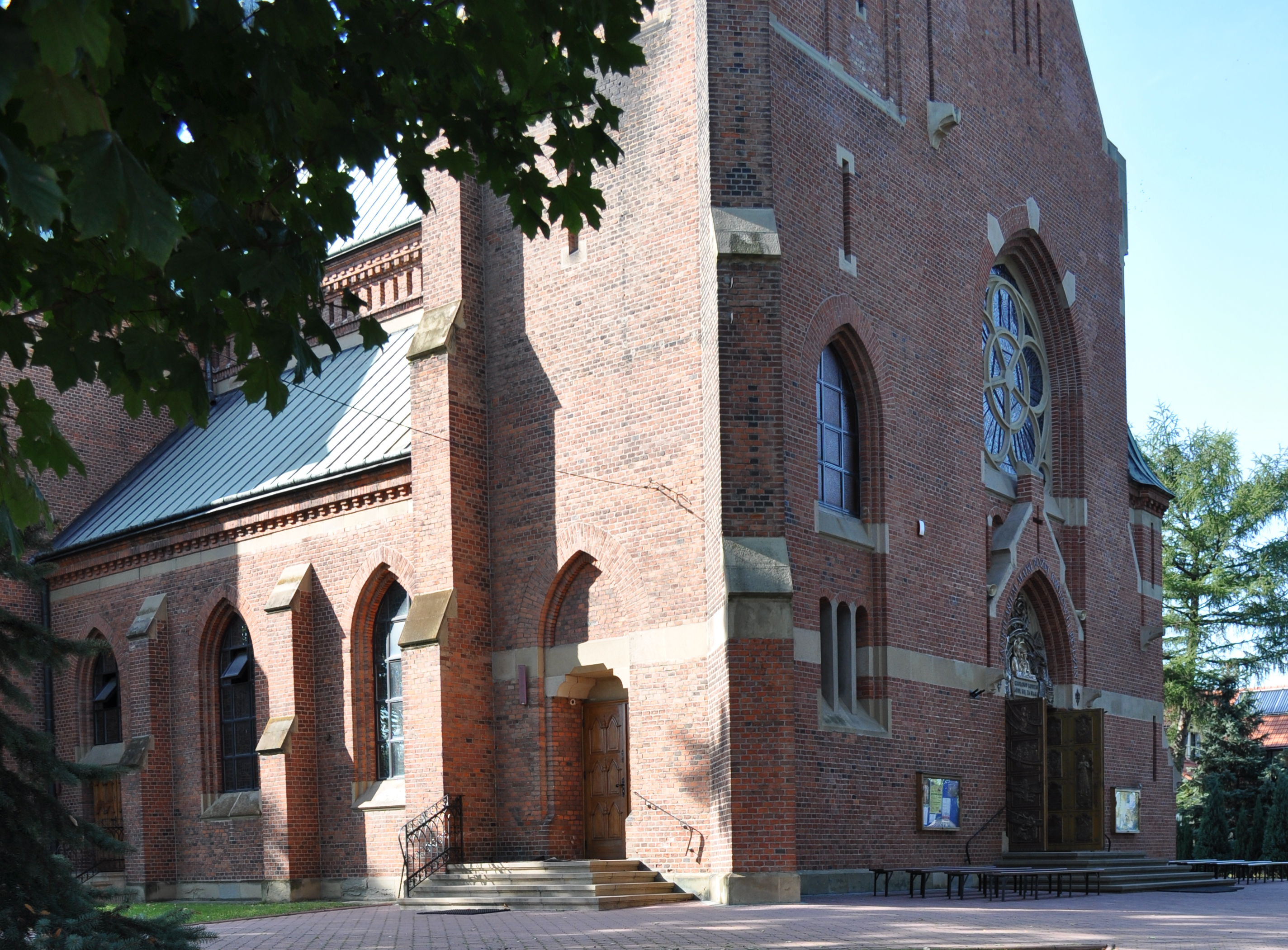
Fasada
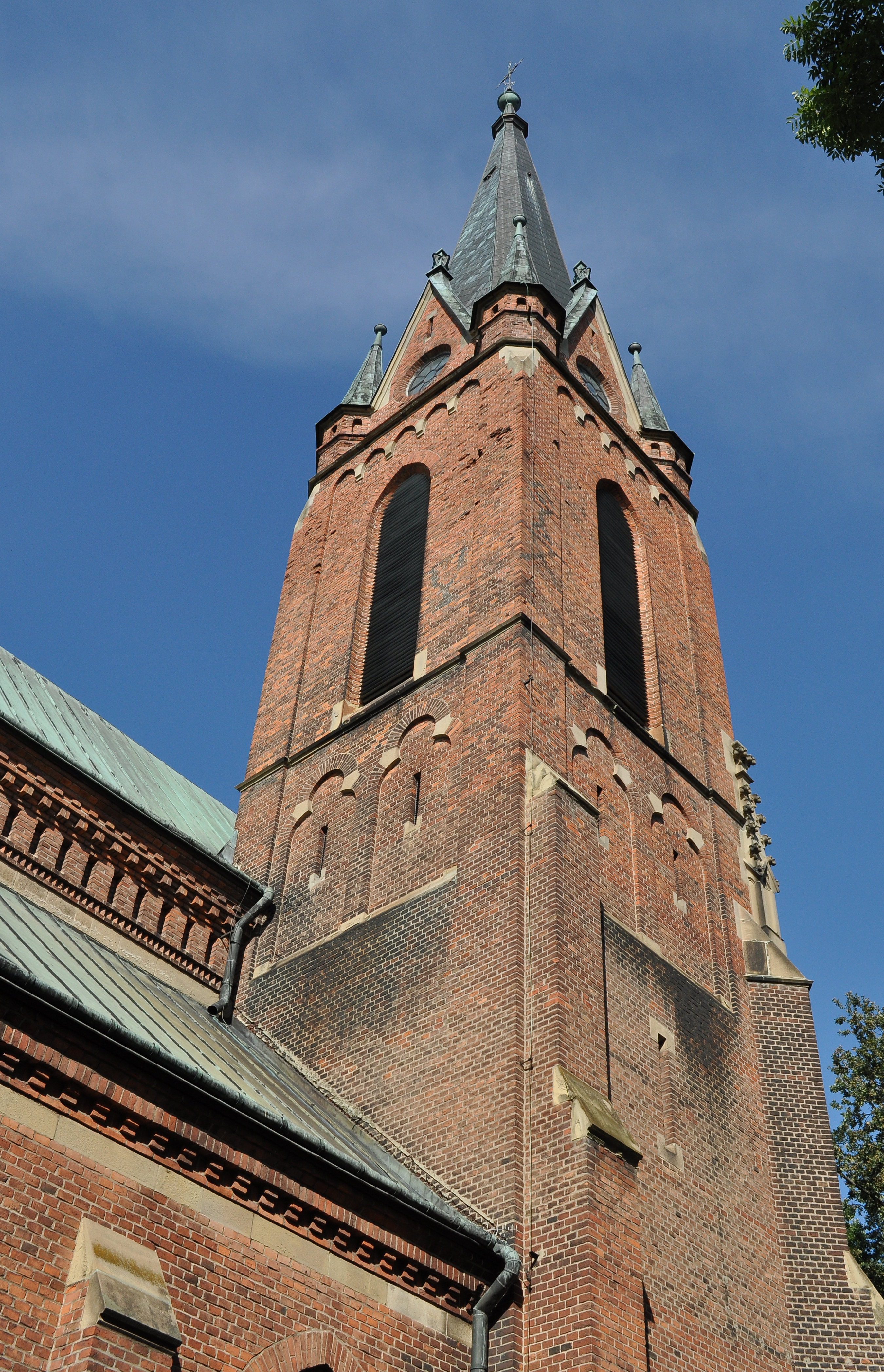
Wieża
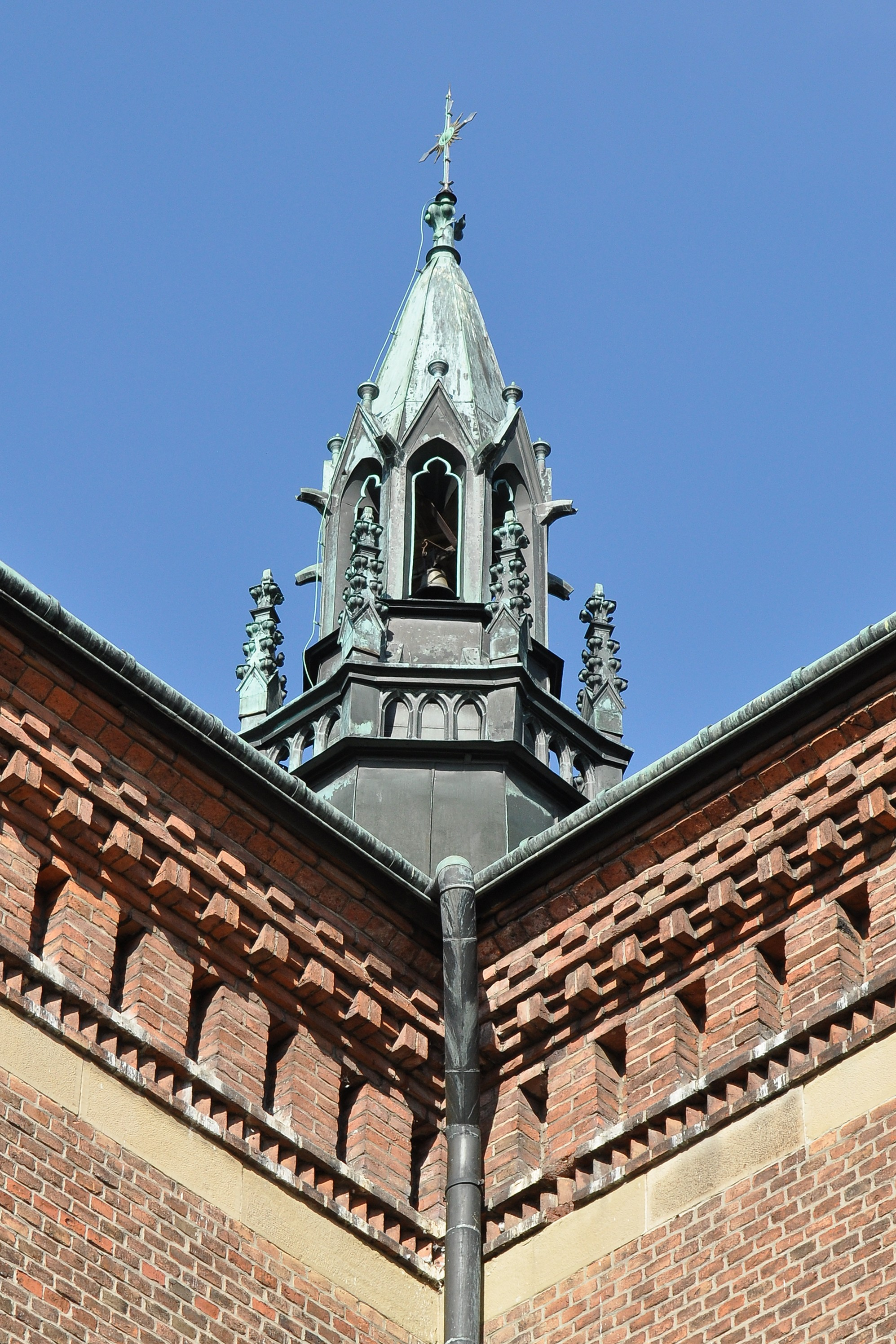
Sygnaturka
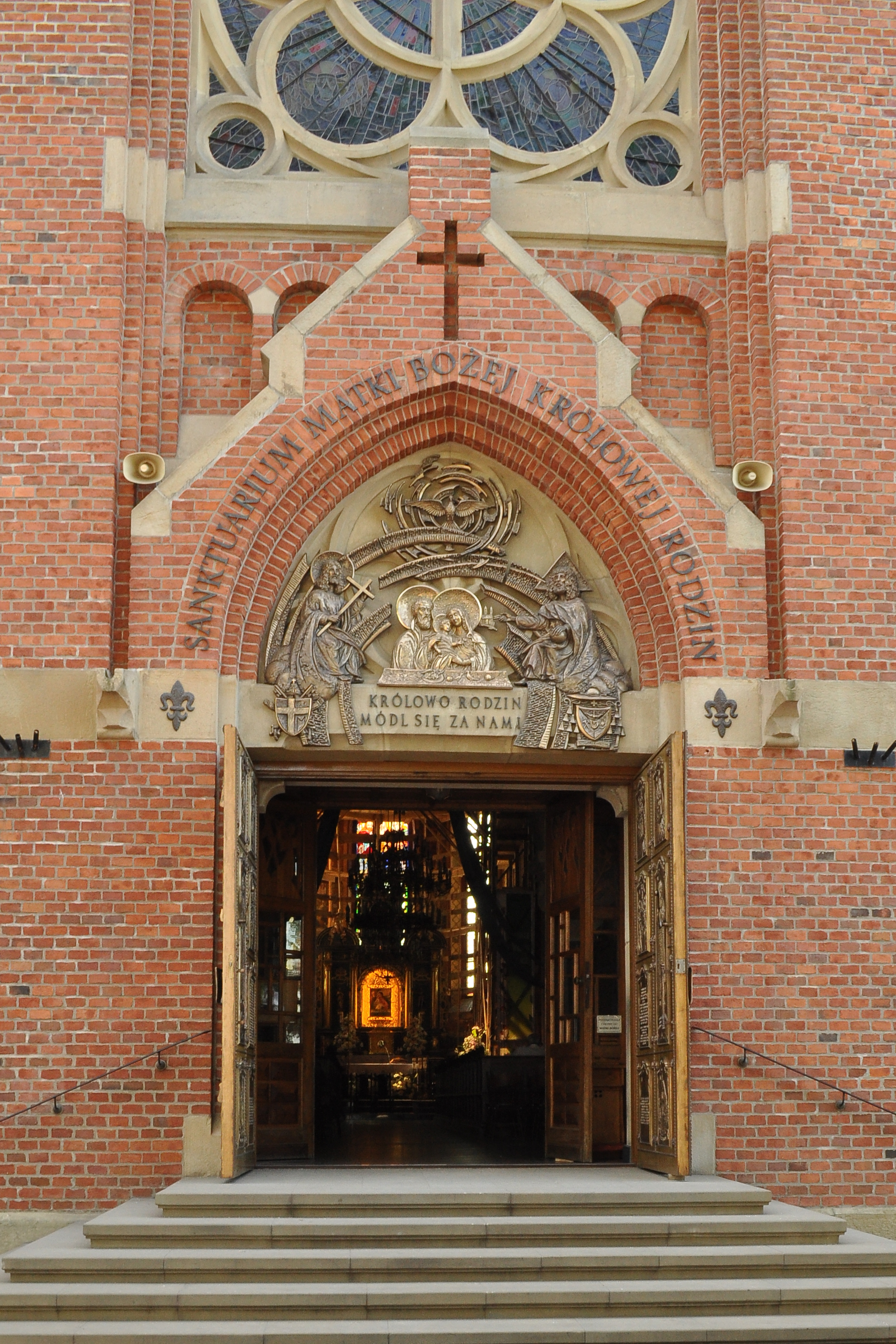
Wejście główne